# Verdalle

Verdalle este o comună în departamentul Tarn din sudul Franței. În 2009 avea o populație de 955 de locuitori.

## Evoluția populației
| An        | 1975 | 1982 | 1990 | 1999 | 2006 | 2009 |
| --------- | ---- | ---- | ---- | ---- | ---- | ---- |
| Populație | 591  | 599  | 701  | 723  | 954  | 955  |